# Glatens
Glatens é uma comuna francesa na região administrativa de Occitânia, no departamento de Tarn-et-Garonne. Estende-se por uma área de 2,31 km². Em 2010 a comuna tinha 75 habitantes (densidade: 32,5 hab./km²).